# Eminella ctenops
Genre
Synonymes
- Catuna Mello-Leitão, 1940 nec Kirby, 1871

Espèce
Synonymes
- Catuna ctenops Mello-Leitão, 1940

Eminella ctenops, unique représentant du genre Eminella, est une espèce d'araignées aranéomorphes de la famille des Philodromidae.

## Distribution
Cette espèce est endémique d'Argentine. Elle se rencontre dans la province de La Rioja.

## Publications originales
- Mello-Leitão, 1940 : Tres géneros extraños de arañas argentinas. Notas del Museo de La Plata, Zoologia, vol. 43, p. 251-258.
- Özdikmen, 2007 : Nomenclatural changes for seven preoccupied spider genera (Arachnida: Araneae). Munis entomology & zoology, vol. 2, p. 137-142 (texte intégral).